# Arquidiócesis de Madrás y Meliapor
La arquidiócesis de Madrás y Meliapor (en latín: Archidioecesis Madraspolitana et Meliaporensis, en inglés: Roman Catholic Archdiocese of Madras and Mylapore y en latín: சென்னை-மயிலை உயர்மறைமாவட்டம்) es una circunscripción eclesiástica de la Iglesia católica en India. Se trata de una arquidiócesis latina, sede metropolitana de la provincia eclesiástica de Madrás y Meliapor. Desde el 21 de noviembre de 2012 su arzobispo es George Antonysamy.

## Territorio y organización

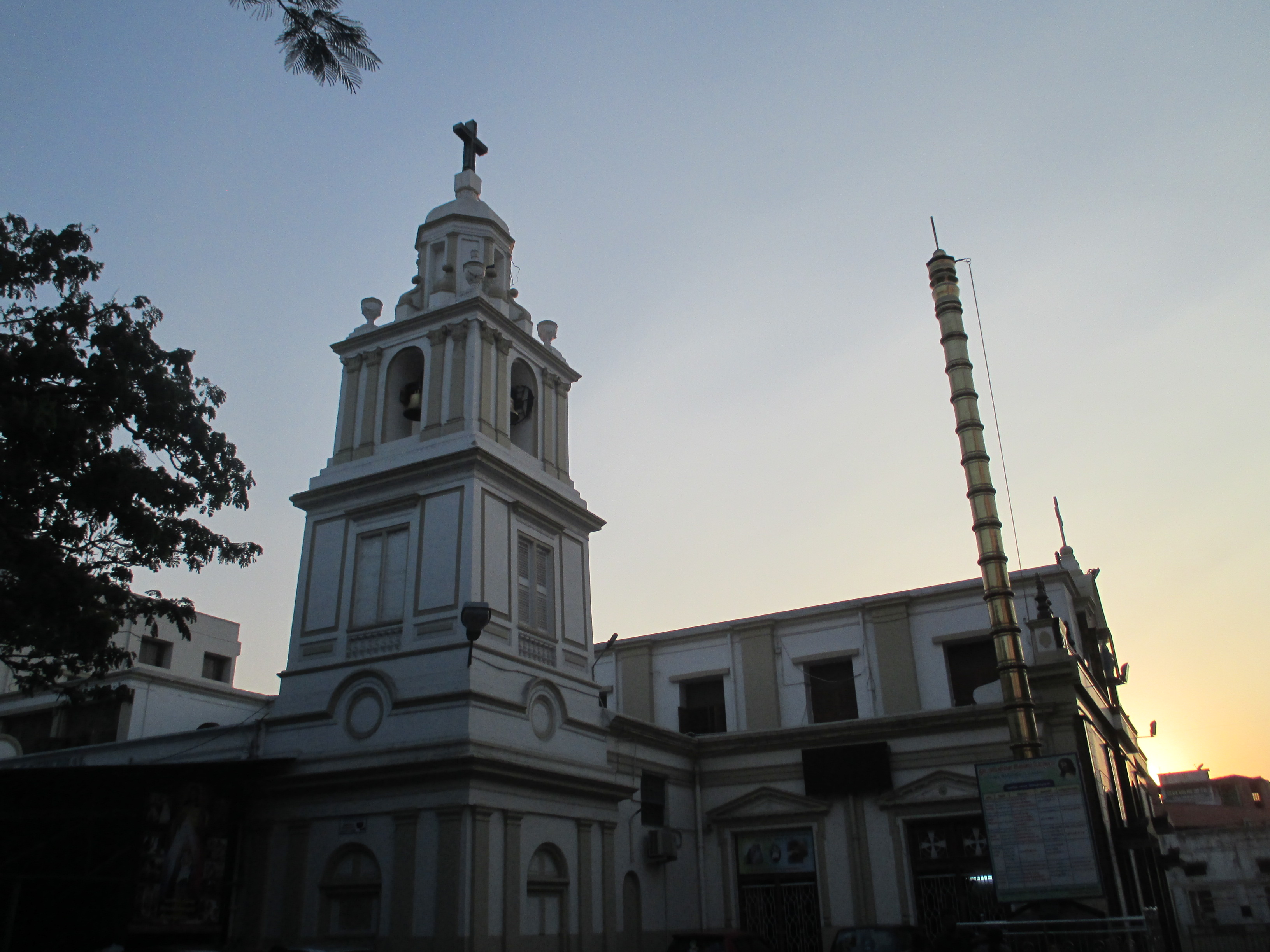
Concatedral de Santa María de los Ángeles

La arquidiócesis tiene 3160 km² y extiende su jurisdicción sobre los fieles católicos de rito latino residentes en los distritos de Chennai y Tiruvallur en el norte del estado de Tamil Nadu.
La sede de la arquidiócesis se encuentra en la ciudad de Chennai (llamada Madrás hasta 1996), en donde en el distrito de Mylapore (o Meliapor) se halla la Catedral basílica de Santo Tomás. En el distrito de George Town, cerca de Fort Saint George, se encuentra la Concatedral de Santa María de los Ángeles. En los suburbios del sudoeste de Chennai se encuentra St. Thomas Mount, un lugar de culto cristiano y santuario nacional de la Iglesia católica india, el supuesto lugar del martirio del apóstol Tomás. En una pequeña capilla dedicada a Nuestra Señora de la Esperanza se conserva la Cruz de Santo Tomás, emblema de la cristiandad india.
La arquidiócesis tiene como sufragáneas a las diócesis de: Chingleput, Coimbatore, Ootacamund y Vellore.
En 2021 en la arquidiócesis existían 129 parroquias agrupadas en 12 decanatos.

## Historia

### Diócesis de Santo Tomé de Meliapor
La diócesis de Santo Tomé de Meliapor fue erigida el 9 de enero de 1606 separando territorio de la diócesis de Cochín. La nueva diócesis, sufragánea de la arquidiócesis de Goa, quedó sujeta al Padroado de los reyes de Portugal.
De 1638 a 1691 debido a una disputa entre el Reino de Portugal y la Santa Sede, los obispos designados por el rey de Portugal no recibieron la confirmación papal.
En 1642 perdió territorio para la erección de la prefectura apostólica de Fort Saint George, y en 1741 para la erección del vicariato apostólico de Ava y Pegu (hoy arquidiócesis de Yangón).
El 18 de abril de 1834 perdió otra porción de territorio para la erección del vicariato apostólico de Calcuta (hoy arquidiócesis de Calcuta) mediante el breve Latissimi Terrarum del papa Gregorio XVI.
El 8 de julio de 1836 volvió a perder territorio al erigirse el vicariato apostólico de la Costa del Coromandel (hoy arquidiócesis de Pondicherry y Cuddalore) mediante el breve Apostolici muneris del papa papa Gregorio XVI. En las cuatro erecciones hubo sustracción de territorios que dependían formalmente, en virtud de los derechos del Padroado portugués, de la diócesis de Santo Tomé de Meliapor.
Estas decisiones agudizaron aún más las relaciones entre los gobernantes portugueses y la Curia romana. El 24 de abril de 1838, después de diez años de sede vacante, la diócesis de Santo Tomé de Meliapor fue suprimida con el breve Multa praeclare del papa Gregorio XVI y sus territorios anexados al vicariato apostólico de Madrás.
Tras el concordato con Portugal del 23 de junio de 1886, los derechos del Padroado portugués sobre la antigua sede de Goa, Damán, Cochín y Santo Tomé de Meliapor, que constituían una sola provincia eclesiástica, fueron confirmados por la Santa Sede. Además, el concordato delimitó la jurisdicción territorial de las diócesis individuales, poniendo fin definitivamente a la pretensión portuguesa de extender su influencia sobre todo el territorio de la India. Estas decisiones fueron sancionadas el 1 de septiembre de 1886 con la bula Humanae salutis del papa León XIII.
El 1 de abril de 1896 el obispo Henrique José Reed da Silva inauguró la nueva catedral, construida en estilo neogótico.
Un nuevo concordato entre la Santa Sede y el Gobierno portugués, firmado el 15 de abril de 1928, seguido de otro acuerdo del 11 de abril de 1929, llevó a la redefinición de los límites de la diócesis de Santo Tomé de Meliapor, sancionado por la bula Quae ad spirituale del papa Pío XI del 3 de julio de 1929. La diócesis amplió su territorio con partes tomadas de las diócesis de Tiruchirapalli y Kumbakonam y de la arquidiócesis de Madrás para un total de 20 parroquias. Al mismo tiempo perdió todas aquellas parroquias esparcidas por todo el territorio indio y que, en virtud del Padroado, dependían de la jurisdicción de los obispos portugueses de Santo Tomé de Meliapor: 7 parroquias pasaron a la diócesis de Tiruchirapalli, 5 a la diócesis de Tuticorin, 3 a la arquidiócesis de Calcuta, 4 a la diócesis de Daca, 1 a la diócesis de Chittagong y 5 a la arquidiócesis de Madrás. Con estos cambios, la diócesis quedó formada por dos territorios distintos pero contiguos, el de Santo Tomé, cerca de Madrás y en parte dentro de la misma ciudad, y el de Tanjore, más al sur.
El Gobierno portugués continuó ejerciendo los derechos de Padroado, con el privilegio adjunto de presentar obispos, hasta el acuerdo del 18 de julio de 1950, que puso fin a esta institución después de casi cinco siglos. El último obispo portugués de Santo Tomé de Meliapor fue Manuel de Medeiros Guerreiro, que fue trasladado al año siguiente a Nampula en Mozambique.

### Arquidiócesis de Madrás
En 1642 se erigió en Madrás una prefectura apostólica confiada a los misioneros capuchinos, bajo la jurisdicción de la Congregación de Propaganda Fide.
El 3 de julio de 1832 la misión capuchina de Madrás fue erigida en vicariato apostólico como consecuencia del breve Pastorale officium del papa Gregorio XVI. Esta decisión fue confirmada por el mismo papa con el breve Ex debito pastoralis del 25 de abril de 1834.
El 16 de marzo de 1845 cedió una parte de su territorio para la erección del provicariato apostólico de Vizagapatam (hoy arquidiócesis de Visakhapatnam), erigido definitivamente en vicariato apostólico el 3 de abril de 1850 con el breve Ex pastoralis officio del papa Pío IX.
El 20 de mayo de 1851 cedió una parte de su territorio para la erección del vicariato apostólico de Hyderabad (hoy arquidiócesis de Hyderabad) mediante el breve Ad universalis Ecclesiae del papa Pío IX.
El 1 de septiembre de 1886 el vicariato apostólico fue elevado al rango de arquidiócesis metropolitana con la bula Humanae salutis del papa León XIII. El 7 de junio del año siguiente, con el breve Post initam, se estableció la provincia eclesiástica de Madrás, que incluía como sufragáneas a las diócesis de Vizagapatam y Hyderabad.
El 15 de junio de 1928 cedió otra porción de territorio para la erección de la misión sui iuris de Bellary (hoy diócesis de Bellary) mediante el breve Venerabilis frater del papa Pío XI.
El 3 de julio de 1928 cedió otra porción de territorio para la erección de la diócesis de Nellore mediante la bula Ad maius Religionis del papa Pío XI.

### Arquidiócesis de Madrás y Meliapor
El 13 de noviembre de 1952, en virtud de la bula Ex primaevae Ecclesiae del papa Pío XII, la arquidiócesis de Madrás y la diócesis de Santo Tomé de Meliapor cedieron partes de sus territorios para la erección de la diócesis de Vellore y la diócesis de Tanjore respectivamente. Sin estos territorios eliminados, las dos sedes se unieron para formar la arquidiócesis de Madrás y Meliapor. En catedral y sede de la nueva arquidiócesis se convirtió la iglesia de Santo Tomás de Meliapor, mientras que la de Santa María de los Ángeles de Madrás se convirtió en la concatedral.
El 1 de septiembre de 1969 la arquidiócesis amplió su territorio con algunos tehsil pertenecientes a la arquidiócesis de Pondicherry y Cuddalore y a la diócesis de Vellore mediante el decreto Cum in India.
El 28 de junio de 2002 la arquidiócesis cedió otra porción del territorio para la erección de la diócesis de Chingleput mediante la bula Cum ad provehendam del papa Juan Pablo II.

## Estadísticas
Según el Anuario Pontificio 2022 la arquidiócesis tenía a fines de 2021 un total de 471 440 fieles bautizados.
| Año                                                                             | Población            | Población | Población      | Sacerdotes | Sacerdotes    | Sacerdotes    | Bautizados por sacerdote | Diáconos permanentes | Religiosos | Religiosos | Parroquias |
| Año                                                                             | Bautizados católicos | Total     | % de católicos | Total      | Clero secular | Clero regular | Bautizados por sacerdote | Diáconos permanentes | Varones    | Mujeres    | Parroquias |
| ------------------------------------------------------------------------------- | -------------------- | --------- | -------------- | ---------- | ------------- | ------------- | ------------------------ | -------------------- | ---------- | ---------- | ---------- |
| 1950                                                                            | 70 040               | 4 000     | 1.8            | 104        | 38            | 66            | 673                      |                      | 76         | 248        | 41         |
| 1970                                                                            | 153 289              | 4 050 000 | 3.8            | 192        | 107           | 85            | 798                      |                      | 178        | 908        | 66         |
| 1980                                                                            | 245 745              | 5 904 952 | 4.2            | 242        | 129           | 113           | 1015                     |                      | 243        | 1278       | 105        |
| 1990                                                                            | 328 143              | 7 780 000 | 4.2            | 303        | 137           | 166           | 1082                     |                      | 444        | 1452       | 117        |
| 1999                                                                            | 480 000              | 8 500 000 | 5.6            | 391        | 157           | 234           | 1227                     |                      | 501        | 2030       | 133        |
| 2000                                                                            | 400 000              | 8 750 000 | 4.6            | 397        | 165           | 232           | 1007                     |                      | 506        | 2155       | 135        |
| 2001                                                                            | 500 000              | 9 000     | 5.6            | 420        | 177           | 243           | 1190                     |                      | 548        | 2165       | 150        |
| 2002                                                                            | 350 000              | 6 894 871 | 5.1            | 308        | 98            | 210           | 1136                     |                      | 472        | 1420       | 83         |
| 2003                                                                            | 341 314              | 6 894 871 | 5.0            | 436        | 128           | 308           | 782                      |                      | 536        | 2169       | 95         |
| 2004                                                                            | 343 103              | 6 984 614 | 4.9            | 452        | 133           | 319           | 759                      |                      | 553        | 2230       | 99         |
| 2013                                                                            | 309 976              | 7 103 545 | 4.4            | 390        | 152           | 238           | 794                      |                      | 487        | 1170       | 132        |
| 2016                                                                            | 440 525              | 8 002 269 | 5.5            | 458        | 145           | 313           | 961                      |                      | 705        | 1538       | 138        |
| 2019                                                                            | 461 740              | 8 760 300 | 5.3            | 454        | 160           | 294           | 1017                     |                      | 635        | 1551       | 128        |
| 2021                                                                            | 471 440              | 8 944 700 | 5.3            | 378        | 157           | 221           | 1247                     |                      | 515        | 1912       | 129        |
| Fuente: Catholic-Hierarchy, que a su vez toma los datos del Anuario Pontificio. |                      |           |                |            |               |               |                          |                      |            |            |            |

## Episcopologio

### Obispos de Santo Tomé de Meliapor
- Sebastião de São Pedro, O.E.S.A. † (9 de enero de 1606-16 de febrero de 1615 nombrado obispo de Cochín)
- Luis de Brito de Menezes, O.E.S.A. † (18 de mayo de 1615-27 de mayo de 1627 nombrado obispo de Cochín)
  - Sede vacante (1627-1631)
- Paulo de Estrella, T.O.R. † (10 de febrero de 1631-25 de junio de 1638 falleció)
  - Luis de Mello, O.E.S.A. † (1639-?) (obispo electo, ilegítimo)
  - António de Jesus Maria, O.E.S.A. † (23 de agosto de 1643-febrero de 1647 falleció) (ilegítimo)
  - João Batista, O.P. † (ilegítimo)
  - Sebastião da Conceição, O.Carm. † (1656-30 de abril de 1663 falleció) (ilegítimo)
  - Mateus Gomes Ferreira, O.F.M. † (?-21 de mayo de 1663 falleció) (obispo electo, ilegítimo)
  - António de São Dionisio, O.F.M. † (1668-?) (ilegítimo)
- Gaspar Afonso Alvares, S.I. † (19 de diciembre de 1691-24 de noviembre de 1708 falleció)
- Francisco Laynes, S.I. † (24 de noviembre de 1708 por sucesión-11 de junio de 1715 falleció)
- Manoel Sanches Golão † (8 de junio de 1718-? falleció)[nota 1]
- José Pinheiro, S.I. † (21 de febrero de 1725-15 de marzo de 1744 falleció)
- António da Incarnação, O.E.S.A. † (8 de marzo de 1745-22 de septiembre de 1752 falleció)
- Teodoro de Santa Maria, O.E.S.A. † (19 de julio de 1756-? renunció)[nota 2]
- Bernardo de São Caetano, O.E.S.A. † (28 de mayo de 1759-4 de noviembre de 1780 o 9 de noviembre de 1781 falleció)
- António da Assunção, O.E.S.A. † (16 de diciembre de 1782-circa 1783 falleció)[nota 3]
- Manoel de Jesus, O.E.S.A. † (29 de enero de 1787-circa 1797 o 13 de enero de 1800 falleció)
  - Sede vacante (circa 1797/1800-1804)
- Joaquim de Meneses e Ataide, O.E.S.A. † (29 de octubre de 1804-29 de mayo de 1820 nombrado obispo de Elvas)
  - Sede vacante (1820-1826)
- Estevam a Jesu Maria da Costa, O.F.M. † (3 de julio de 1826-28 de enero de 1828 nombrado obispo de Angra)
  - Sede vacante (1828-1838)
  - Sede suprimida (1838-1886)
- Henrique José Reed da Silva † (14 de marzo de 1887-12 de agosto de 1897 renunció[nota 4])
- António José de Souza Barroso † (11 de octubre de 1897-23 de mayo de 1899 nombrado obispo de Oporto)
- Teotonio Emanuele Ribeira Vieira de Castro † (22 de junio de 1899-25 de mayo de 1929 nombrado arzobispo de Goa y Damán)
- António Maria Teixeira † (25 de mayo de 1929 por sucesión-15 de marzo de 1933 falleció)
- Carlos de Sá Fragoso † (4 de diciembre de 1933-10 de abril de 1937 renunció[nota 5])
- Manuel de Medeiros Guerreiro † (10 de abril de 1937-2 de marzo de 1951 nombrado obispo de Nampula)

### Vicarios apostólicos, luego de la arquidiócesis de Madrás
- John Bede Polding, O.S.B. † (3 de julio de 1832[29] -3 de junio de 1833 nombrado vicario apostólico de la Nueva Holanda)
- Daniel O'Connell, O.E.S.A. † (23 de abril de 1834-4 de abril de 1840 renunció)
- Patrick Joseph Carew † (4 de abril de 1840 por sucesión-30 de noviembre de 1840 nombrado vicario apostólico de la Bengala)
- John Fennelly † (30 de abril de 1841-23 de enero de 1868 falleció)
- Stephen Fennelly † (7 de julio de 1868-3 de mayo de 1880 falleció)
- Joseph Colgan † (19 de mayo de 1882-13 de febrero de 1911 falleció)
- Giovanni Aelen, M.H.M. † (13 de febrero de 1911 por sucesión-28 de febrero de 1928 renunció[nota 6])
- Eugene Mederlet, S.D.B. † (3 de julio de 1928-12 de diciembre de 1934 falleció)
- Louis Mathias, S.D.B. † (25 de marzo de 1935-13 de noviembre de 1952 nombrado arzobispo de Madrás y Meliapor)

### Arzobispos de Madrás y Meliapor
- Louis Mathias, S.D.B. † (13 de noviembre de 1952-2 de agosto de 1965 falleció)
- Anthony Rayappa Arulappa † (1 de febrero de 1966-26 de enero de 1987 retirado)
- Casimir Gnanadickam, S.I. † (26 de enero de 1987-10 de noviembre de 1993 falleció)
- James Masilamony Arul Das † (11 de mayo de 1994-30 de agosto de 2004 falleció)
- Malayappan Chinnappa, S.D.B. (1 de abril de 2005-21 de noviembre de 2012 retirado)
- George Antonysamy, desde el 21 noviembre de 2012